# Saint-Paul-la-Coste
Saint-Paul-la-Coste – miejscowość i gmina we Francji, w regionie Oksytania, w departamencie Gard.
Według danych na rok 1990 gminę zamieszkiwały 193 osoby, a gęstość zaludnienia wynosiła 10 osób/km² (wśród 1545 gmin Langwedocji-Roussillon Saint-Paul-la-Coste plasuje się na 716 miejscu pod względem liczby ludności, natomiast pod względem powierzchni na miejscu 400).